# Свято-Троицкий собор (Энгельс)
Свято-Троицкий собор — православный храм в городе Энгельсе (Покровске) Саратовской области, кафедральный собор Покровской епархии Русской православной церкви.

## История
Каменная Свято-Троицкая церковь в Покровской слободе Саратовской губернии была заложена в 1816 году. Церковь была построена на пожертвования верующих. Строительство закончилось к началу 1825 года. В мае того же года церковь была освящена по указу Пензенской Духовной консистории архимандритом Саратовского Спасо-Преображенского мужского монастыря Арсением. Колокольни у церкви первоначально не имелось, престол в ней был один — во имя Живоначальной Троицы.
В 1850 году церковь была перестроена и стала трёхпрестольной. Главный престол был освящён во имя Живоначальной Троицы, южный — во имя святой Великомученицы Екатерины, северный — в честь Казанской иконы Божьей Матери (в настоящее время упразднён). Тогда же были возведены каменная колокольня и ограда.
С 1853 года причт, на который первоначально никаких средств не отпускалось, начал получать жалование от казны.
В 1859 году в приходе Троицкой церкви было открыто первое училище, в 1889 году — второе; содержание им давалось от Новоузенского земства. В сторожке при храме долгое время располагалась канцелярия отделения Самарского епархиального Училищного Совета.
23 апреля 1929 года храм был отдан под Республиканский музей. В 1930-е годы были снесены колокольня и купола, позднее в нём разместилась библиотека. Внутреннее убранство храма утрачено безвозвратно. Оставшаяся часть здания также постепенно разрушалась.
Длительное время в здании Троицкой церкви располагались читальный зал и хранилища Центральной энгельсской городской библиотеки; в одном из зданий храмового комплекса располагалась станция юных техников.
Решением Энгельсского городского Совета народных депутатов от 11 июля 1990 года земля общей площадью 3,014 га была передана Троицкой церкви в бессрочное пользование, ныне эта земля находится в собственности прихода.
25 марта 1992 года приходу было передано здание, в котором ныне размещаются крестильня, храмовая библиотека, трапезная и подсобные помещения. Степень износа здания составила 100 %, поэтому его, фактически, пришлось полностью перестраивать.
Труды по восстановлению храма легли на плечи его первого настоятеля протоиерея Александра Керимова († 2003). Он погребён в ограде храма, возвращению которого Церкви отец Александр отдал себя без остатка.
7 декабря 1997 года в Екатерининском приделе храма был установлен и освящён новый иконостас. Чин освящения совершил благочинный Центрального округа Саратовской епархии архимандрит Никон (Лысенко).
12 апреля 1998 года был совершён чин малого освящения придела.
На Страстной седмице 1998 года был установлен и освящён новый иконостас в Казанском приделе храма.
В январе 1999 года в центральном приделе был установлен двухъярусный иконостас, созданный бригадой художников-резчиков под руководством Владимира Шихова, который в дальнейшем был наращен до пяти ярусов.
К храму приписан храм во имя святителя Николая Чудотворца в энгельсской ИТК № 13.
В 2004 году из Воронежа был привезён, освящён и установлен новый колокол весом почти в тонну, а в 2019 году благотворителем и прихожанином храма Олегом Ивановичем Жуковым храму подарен ансамбль колоколов, самый большой из которых (благовест) весит более 5 тонн и является самым большим колоколом Саратовской области.
В 2007 году в храме сделана роспись центрального свода, закончено строительство нового здания воскресной школы. В 2008 году покрашены купола, благоустроена прихрамовая территория.
5 октября 2011 года была образована Покровская епархия с центром в городе Энгельс (Покровск).
С января 2012 года в здании на территории храмового комплекса было размещено Епархиальное управление Покровской епархии.
В связи с образованием Покровской епархии, Указом Патриарха Московской и всея Руси Кирилла от 8 февраля 2012 года Свято-Троицкому храму году Покровска (Энгельса) присвоен статус кафедрального собора.

## Приписные храмы
- храм в честь иконы Божией Матери «Умиление» (село Безымянное Энгельсского района);
- часовня в честь Воскресения Христова (село Красный Яр Энгельсского района).